# Neoechinorhynchus emydis
Neoechinorhynchus emydis är en hakmaskart som först beskrevs av Joseph Leidy 1851.  Neoechinorhynchus emydis ingår i släktet Neoechinorhynchus och familjen Neoechinorhynchidae. Inga underarter finns listade i Catalogue of Life.